# King’s Consent
King’s Consent (englisch für „Zustimmung des Königs“; während der Regentschaft einer weiblichen Monarchin als Queens’s Consent bekannt) ist eine gewohnheitsrechtlich anerkannte, d. h. nicht kodifizierte Doktrin des britischen Verfassungsrechts.

## Inhalt
Gemäß der Lehre von King’s Consent bedürfen bestimmte Gesetzentwürfe (bills) bereits während des Gesetzgebungsverfahrens der Zustimmung des Königs, um im Parlament debattiert und zur Abstimmung gestellt werden zu dürfen. King’s Consent ist daher nicht mit Royal Assent zu verwechseln; letzterer greift erst in der letzten Phase des Gesetzgebungsverfahrens, wenn das vom Parlament beschlossene Gesetz die (nur noch formale, da nie verweigerte) Zustimmung des Monarchen erhält.
Die vom Erfordernis des King’s Consent erfassten Gesetze sind diejenigen, durch die einer oder mehrere der folgenden Bereiche mehr als nur indirekt oder unwesentlich berührt werden:
- Die Royal Prerogative, d. h. die gewohnheitsrechtlichen, gesetzlich nicht geregelten Vorrechte der britischen Krone;
- das persönliche Eigentum oder die persönlichen Interessen der Krone, einschließlich des Privatbesitzes der Krone (Herzogtum Lancaster und Herzogtum Cornwall).

Da das Vereinigte Königreich eine konstitutionelle Monarchie ist, übt der Monarch das Recht, King’s Consent zu erteilen oder zu verweigern, nicht nach eigenem Gutdünken aus, sondern folgt hierbei stets dem Ratschlag der Regierung. Im Ergebnis handelt es sich also um ein Vetorecht der Exekutive, um Gesetzgebungsverfahren zu blockieren. Dies wird unter Gewaltenteilungsgesichtspunkten durchaus kritisiert.

## Verwendung in der Praxis
Anders als Royal Assent, der bei ordnungsgemäß vom Parlament beschlossenen Gesetzen nie verweigert wird, kommt bei King’s bzw. Queen’s Consent Verweigerung durchaus vor. Dies hat in der britischen Presse zu Kritik geführt, die sich teilweise gegen die Monarchie direkt richtete, obwohl der König oder die Königin bei der Erteilung oder Verweigerung seiner oder ihrer Zustimmung stets dem Rat der Regierung folgt. Ein politisch besonders heikler Fall ereignete sich 1999, als mehrere britische Abgeordnete einen Gesetzentwurf (Military Action Against Iraq (Parliamentary Approval) Bill) einbrachten, der vorsah, dass für etwaige Militäreinsätze gegen den Irak die Zustimmung des Parlaments erforderlich sein sollte. Dieser Entwurf berührte die Royal Prerogative und erforderte daher Queen’s Consent, der von Königin Elisabeth II. auf Rat der Regierung von Tony Blair verweigert wurde. Das Gesetzgebungsverfahren wurde so blockiert.